# كوكال أسود الحنجرة
كوكال أسود الحنجرة (الاسم العلمي: Centropus leucogaster) (بالإنجليزية: Black-throated Coucal)‏ هو نوع من الطيور يتبع جنس الكوكال من فصيلة طيور الوقواق.